# Holabird & Root

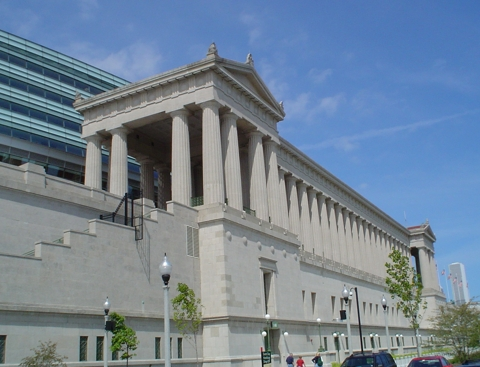
Soldier Field

El estudio de arquitectura Holabird & Root (también conocido como Holabird & Roche) fue fundado en la ciudad de Chicago en el año 1880. A través de los años, la firma ha cambiado en diversas ocasiones de estilo — desde el conocido como escuela de Chicago pasando por el Art deco, la arquitectura moderna y la arquitectura sostenible.

## Historia
Los fundadores originales fueron William Holabird y Ossian Cole Simonds bajo el nombre «Holabird & Simonds». El primer proyecto de la firma fue el Cementerio Graceland. Martin Roche se unió a la firma después de la creación del proyecto original. Tras trabajar juntos únicamente en cinco proyectos, Ossian Simonds abandonó la firma en 1883 para perseguir su carrera como arquitecto paisajístico. En respuesta a la marcha de Simonds, la firma fue renombrada como «Holabird & Roche» por los dos arquitectos restantes. William Holabird y Martin Roche estuvieron trabajando en la oficina de William LeBaron Jenney antes de emprender el camino hacia la suya propia. La nueva firma empezó bien en parte por sus innovadores rascacielos del estilo Escuela de Chicago del siglo XIX y la gran cantidad de elaborados hoteles que diseñaron a lo largo del país, incluyendo la Palmer House de Chicago.
Tras las muertes de William Holabird y Martin Roche, la firma se renombró como «Holabird & Root» — producto de la colaboración del hijo de Holabird John Augur Holabird y John Wellborn Root, Jr.. La fima continuó operando en su localización actual en el Marquette Building de Chicago.

## Edificios
- Cementerio Graceland (Capilla), 1888
- Tacoma Building, 1989
- Pontiac Building, 1891
- Monadnock Building (southern half), 1893
- Marquette Building, 1895
- McConnell Apartments, 1210 North Astor (Chicago), 1897
- Gage Group Buildings, 1899
- 57 East Jackson Boulevard (Chicago), 1899
- Chicago Building, 1904
- Oliver Building, 1907 & 1920
- University Club of Chicago, 1908
- Cook County Courthouse/Chicago City Hall, 1910
- Brooks Building. 1910
- North American Building, 36 South State Street (Chicago), 1911
- Sherman House Hotel, 1911
- Century Building, 1915
- Muehlebach Hotel, 1915
- University Laboratory High School, 1917
- Waterman Building, 1920
- Memorial Stadium, Champaign, 1923
- Chicago Temple Building, 1923
- Nicollet Hotel, Mineápolis, 1924
- Soldier Field, 1924
- Palmer House Hotel, 1925
- Hotel Wausau, Wausau, Wisconsin, 1925[1]
- Pedestals for Ivan Meštrović's The Bowman and The Spearman statues, 1926
- Stevens Hotel, 1927
- Schroeder Hotel. Milwaukee, 1928
- 333 North Michigan Building, Chicago, 1928
- Palmolive Building, Chicago, 1929
- Chicago Daily News Building, Chicago, 1929
- Rand Tower, Mineápolis, 1929
- Chicago Board of Trade Building, Chicago, 1930
- Henry Crown Field House, Chicago, 1931
- University of Illinois Ice Arena, 1931
- Battle Creek Tower, Battle Creek, 1931
- Palacio de Justicia del Condado de Jefferson, 1929-1932
- Wrigley Field Hand-turned Scoreboard and Center Field Bleachers, 1937
- Mason City Public Library, Mason City, 1939
- Capitolio de Dakota del Norte, Bismarck 1934
- Statler Hotel Washington, 1943
- Adams County Courthouse, Quincy, 1950
- Morris InnUniversity of Notre Dame, 1951
- Hotel Tequendama, Bogotá,  1952.
- Fisher Hall (University of Notre Dame), 1953
- Pangborn Hall (University of Notre Dame), 1955
- One Financial Plaza, Mineápolis, 1960
- Skybridge, Davenport 2005
- Ogle County Courthouse Renovation, 2010
- School of the Art Institute of Chicago Renovación del techo y la fachada del Champlain Building, Chicago, 2012

## Galería

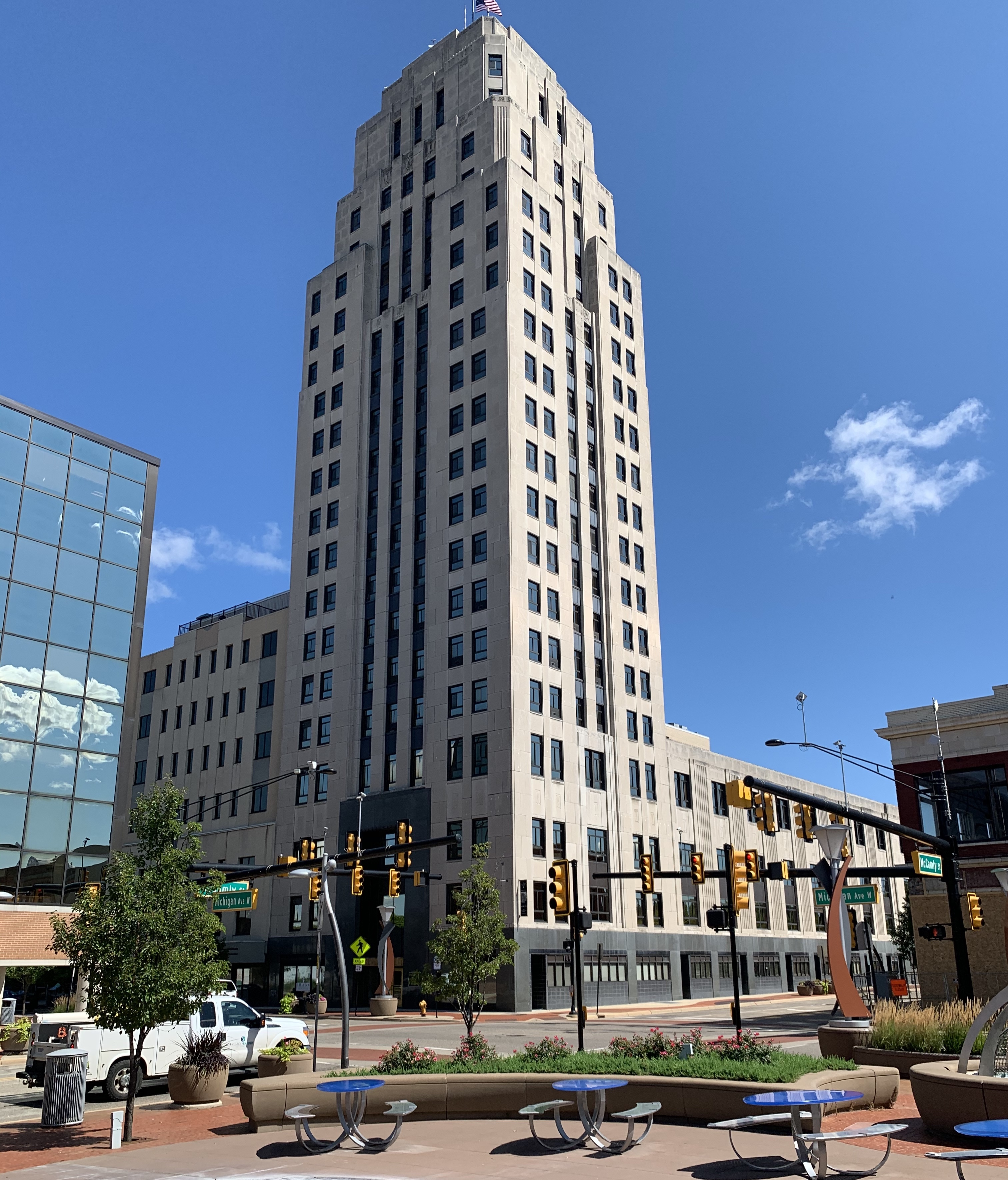
Battle Creek Tower
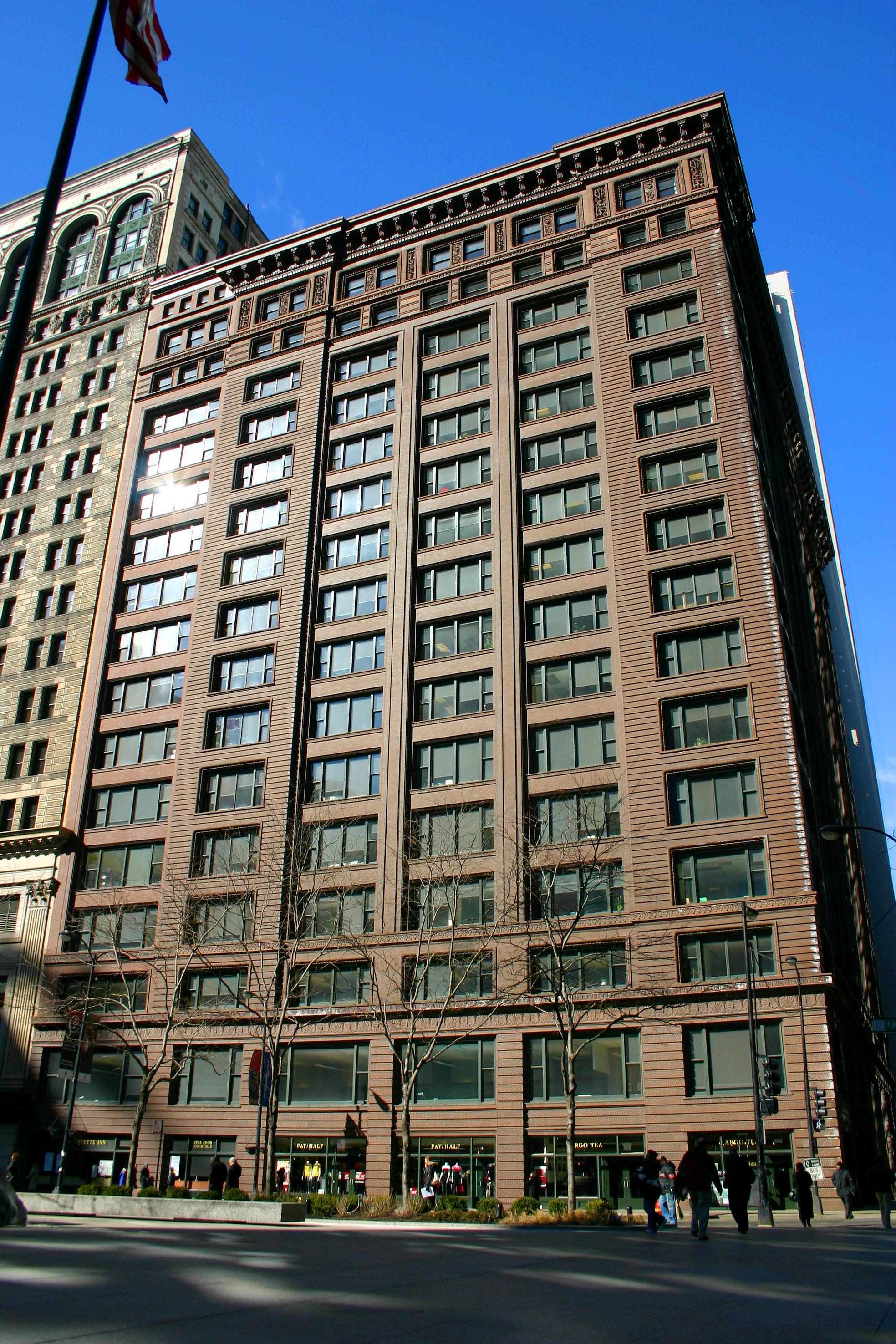
Marquette Building
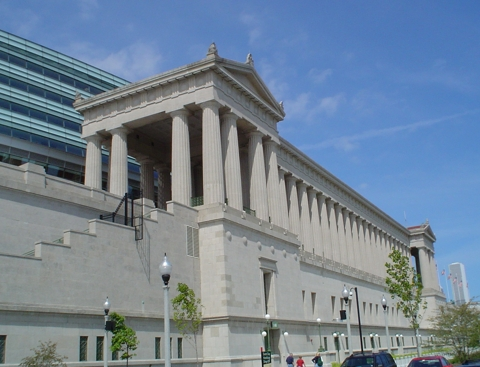
Soldier Field
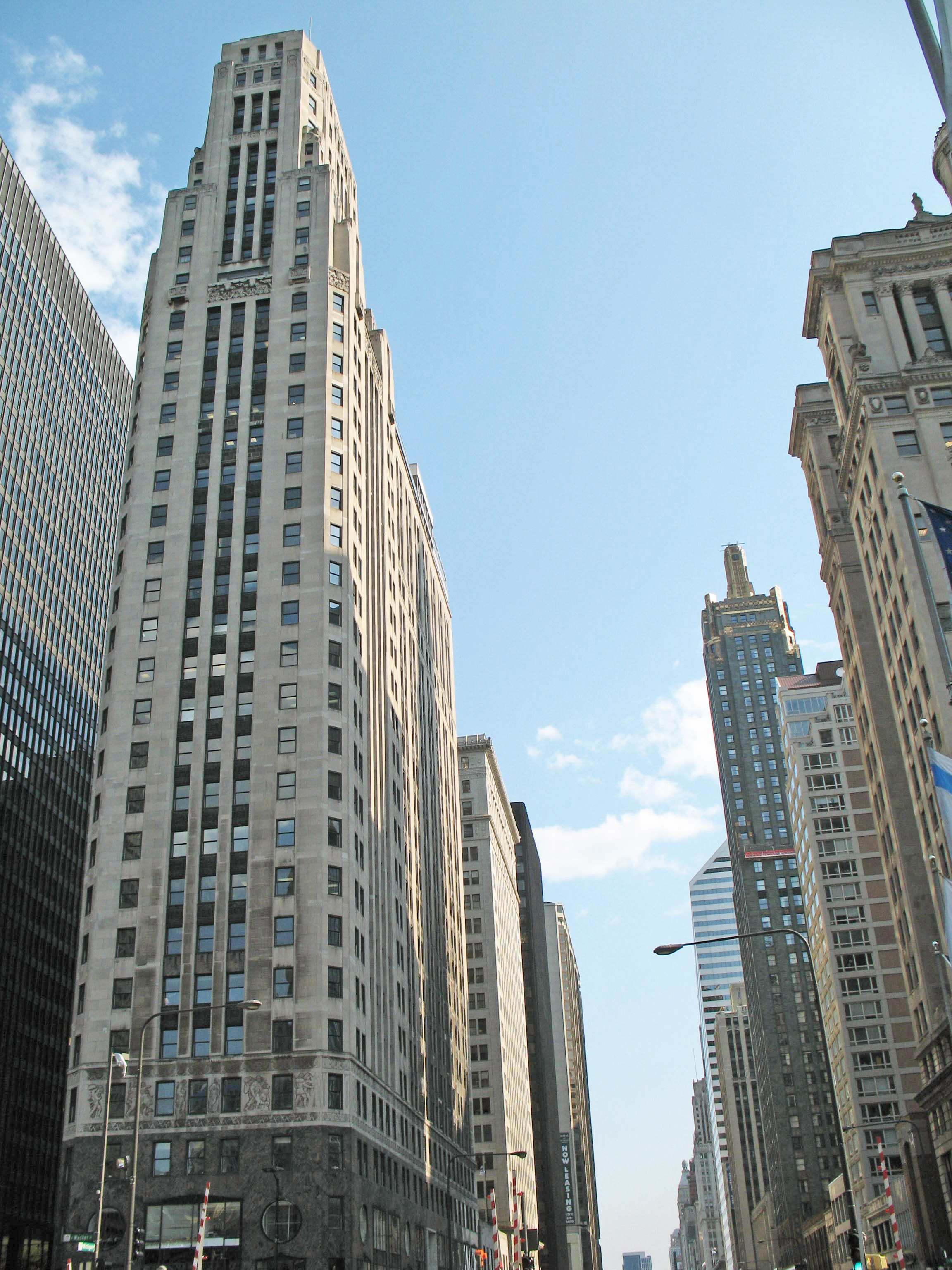
333 North Michigan Building
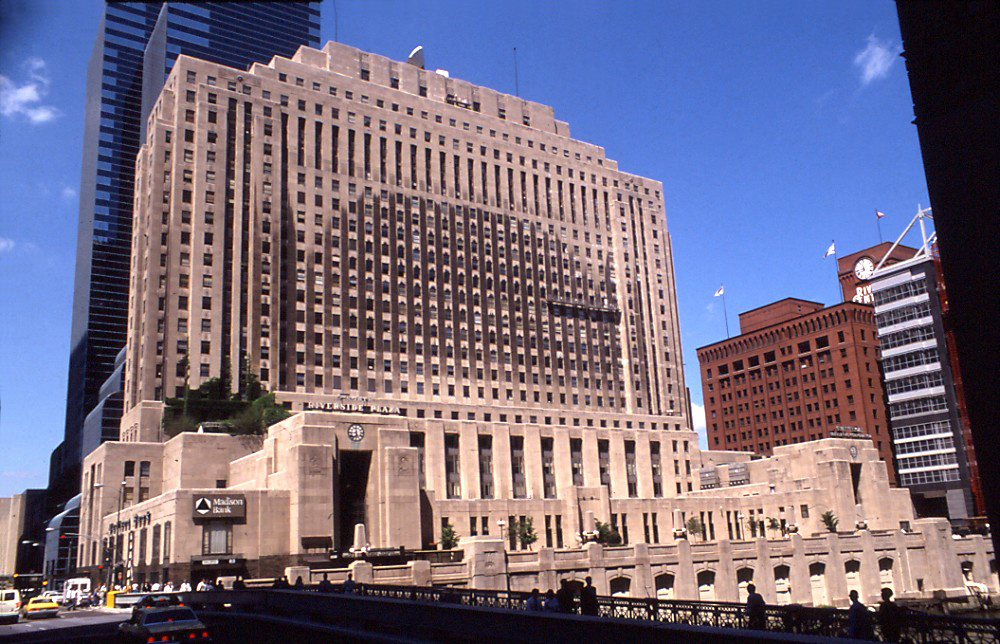
Daily News Building
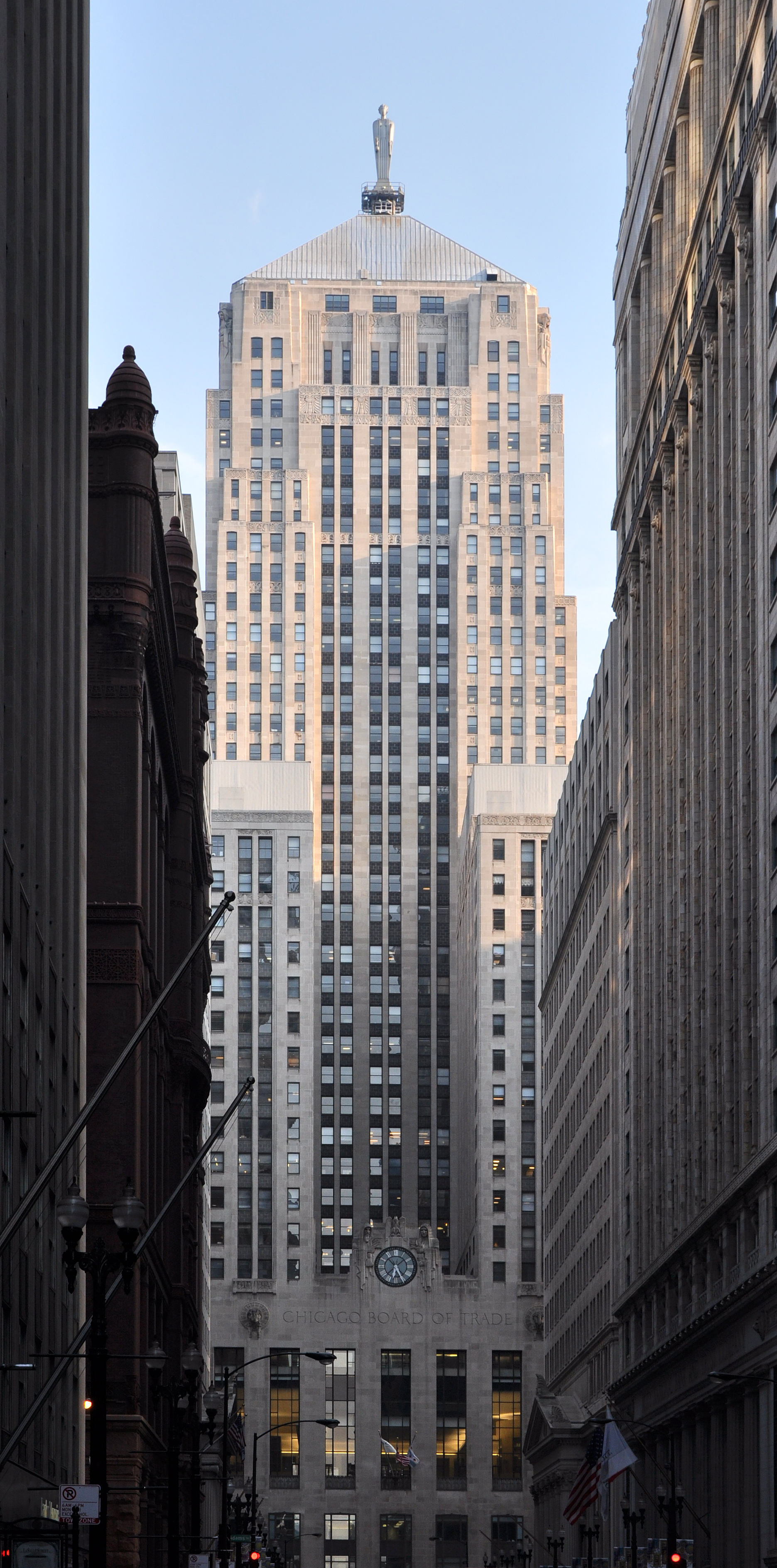
Chicago Board of Trade